# Giorgi Gadrani
Giorgi Gadrani, gruz. გიორგი გადრანი (ur. 30 września 1994 w Tbilisi, Gruzja) – gruziński piłkarz, grający na pozycji obrońcy.

## Kariera piłkarska

### Kariera klubowa
W 2012 rozpoczął karierę piłkarską w klubie FC Gagra. W marcu 2015 podpisał kontrakt z Czornomorcem Odessa. Latem 2017 opuścił odeski klub. Potem bronił barw Dinamo Tbilisi. Na początku 2018 zasilił skład Desny Czernihów. 18 czerwca 2018 klub wystawił piłkarza na transfer, a w lipcu odszedł do Dili Gori.

### Kariera reprezentacyjna
Występował w młodzieżowej reprezentacji Gruzji.